# Captain Zed und die Traumpatrouille
Captain Zed und die Traumpatrouille (im englischen Original Captain Zed and the Zee Zone) ist eine Zeichentrickserie, deren 26 Folgen auf CITV im Vereinigten Königreich ausgestrahlt wurden. In Deutschland war sie bei RTL II und Nickelodeon zu sehen.

## Handlung
Captain Zed und sein Partner PJ verhindern, dass Kinder Albträume haben.

## Produktion
Die Serie wurde von Collingwood O’Hare für Scottish Television Film Enterprises in Zusammenarbeit mit DIC Entertainment und Shanghai Morning Sun Animation produziert und von HIT Communications vertrieben.

## Synchronisation
Die deutsche Synchronisation wurde von den AlsterStudios in Hamburg übernommen. Die Dialogregie führte Antje Roosch.
| Rolle          | Originalstimme    | Deutsche Stimme  |
| -------------- | ----------------- | ---------------- |
| Captain Zed    | Julian Holloway   | Douglas Welbat   |
| Der Kommandant | Wally Marsh       | Gottfried Kramer |
| Larry          | Dale Wilson       | Hans Sievers     |
| Murmli         | Ian James Corlett | Rolf Jülich      |
| Schnarch       | Jay Brazeau       | Achim Schülke    |

## Ausstrahlung

### Großbritannien
In Großbritannien wurde die Serie in zwei Staffeln geteilt. Die erste Staffel hatte 13 Episoden und wurde erstmals am 17. Oktober 1991 ausgestrahlt. Die zweite Staffel hatte 13 Episoden und wurde ab dem 15. Oktober 1992 gesendet. Wiederholungen wurden 1992 und 1993 gezeigt. Die Show wurde 1995 im schottischen Fernsehen erneut ausgestrahlt, 2009 auf wknd@stv – einem Kinderfernsehprogramm des damaligen schottischen Fernsehsenders STV. In den 1990er Jahren wurde die Serie auch auf Gälisch ausgestrahlt.

### Deutschland
Die Zeichentrickserie wurde auf RTL II und auf Nickelodeon ausgestrahlt.

### Nordamerika
Obwohl sie in den Vereinigten Staaten produziert wurde und Synchronsprecher aus Kanada auftraten, wurde diese Show nie in Nordamerika ausgestrahlt und es gab auch nie offizielle Heimvideos oder DVD-Veröffentlichungen.